# Pawło Bolszakow
Pawło Ołeksandrowycz Bolszakow (ukr. Павло Олександрович Большаков; ur. 27 listopada 1985 w Charkowie) – ukraiński hokeista, reprezentant Ukrainy.

## Kariera
- Wytiaź Charków (1999-2000)
- Barwinok Charków (2001-2005)
  -  HK Kijów (2003/2004)
- Dniprowśki Wowky Dniepropetrowsk (2006-2007)
- HK Charków (2007-2011)
- Charkiwśki Akuły (2011-2012)[1][2]
- Dynamo Charków (2012-2013)
- Łewy Lwów (2013-2014)
- Wytiaź Charków (2015-2016)
- Donbas Donieck (2016/2017)
- Wytiaź Charków (2016/2017)

Grał w kadrach juniorskich Ukrainy. Uczestniczył w turniejach mistrzostw świata juniorów do lat 18 w 2003 oraz mistrzostw świata juniorów do lat 20 w 2004, 2005.
W sezonie 2015/2016 zawodnik Wytiazia Charków. Od lipca 2016 na testach, a od początku września 2016 zawodnik Donbasu Donieck.

## Sukcesy
Klubowe
- Srebrny medal mistrzostw Ukrainy: 2003 z Barwinokiem Charków, 2004 z HK Kijów
- Brązowy medal mistrzostw Ukrainy: 2010 z HK Charków
- Złoty medal mistrzostw Ukrainy: 2017 z Donbasem Donieck

Indywidualne
- Mistrzostwa Ukrainy w hokeju na lodzie (2015/2016):
  - Piąte miejsce w klasyfikacji asystentów sezonie zasadniczym: 55 asyst[6]